# Canário-de-monte
O canário-de-monte (Sicalis mendozae) é uma espécie de ave da família Thraupidae. É encontrado no oeste da Argentina. Os seus habitats naturais são matagal subtropical ou tropical de grande altitude e florestas secundárias fortemente degradadas.